# Aérodrome de Pemba Karume (Tanzanie)
Ne doit pas être confondu avec Aérodrome de Pemba (Mozambique).
L'aérodrome de Pemba Karume (code IATA : PMA • code OACI : HTPE) est un aéroport de l'archipel de Zanzibar, situé sur l'île de Pemba. Il est également connu sous les noms de Karume et de Wawi. Il est situé à environ 7 kilomètres au sud-est de Chake-Chake, la capitale de l'île. Le gouvernement de Zanzibar étudierait la possibilité de renommer l'aérodrome Thabit Kombo Jecha en reconnaissance de son rôle dans la Révolution de Zanzibar.

## Situation
| Pemba Arusha Zanzibar Kilimandjaro Dar Es Salam Bukoba Dodoma Iringa Kigoma Lac Manyara Mafia Mpanda Mtwara Musoma Mwanza Ngara Songwe Tabora Tanga |

## Compagnies aériennes et destinations
| Compagnies       | Destinations                                                   |
| ---------------- | -------------------------------------------------------------- |
| As Salaam Air    | Tanga, Zanzibar                                                |
| Auric Air        | Dar es Salam-J. Nyerere, Mwanza, Tanga, Zanzibar               |
| Coastal Aviation | Arusha, Dar es Salam-J. Nyerere, Kilwa Masoko, Tanga, Zanzibar |
| Tropical Air     | Zanzibar                                                       |
| ZanAir           | Arusha, Dar es Salam-J. Nyerere, Zanzibar                      |

Edité le 11/11/2023